# 叶夫根尼·科斯明斯基
叶夫根尼·阿列克谢耶维奇·科斯明斯基（俄语：Евге́ний Алексе́евич Косми́нский；1886年11月2日—1959年7月24日），苏联历史学家，苏联科学院院士，英格兰中世纪土地史专家。
科斯明斯基出生于华沙的教师家庭，1910年毕业于莫斯科大学历史语文系，此后开始在莫斯科大学和华沙高等女子学校教授中世纪史。1925年晋升为教授，1934年至1949年担任莫斯科大学中世纪史教研室主任。1936年，获得历史学博士学位。1936年至1952年担任苏联科学院历史研究所中世纪史教研室主任，领导拜占庭史研究组。1945年，当选俄罗斯联邦共和国教育科学院院士；1946年，当选苏联科学院院士。同时，在莫斯科大学和联共（布）中央委员会直属社会科学院任教。
科斯明斯基的研究成果主要集中在11世纪至15世纪期间的英格兰中世纪史领域，专著《十三世纪英格兰土地史研究》利用马克思主义关于封建生产方式和地租的学说，对中世纪英格兰土地史加以研究，分析地主庄园和农民经济与市场在马克思主义哲学层面上的联系，并研究地租形式的变化、农民内部的阶级变化，享有较高声誉。1942年，获得苏联国家奖；1947年，获得俄罗斯苏维埃联邦社会主义共和国功勋科学工作者称号；1956年获得牛津大学名誉博士称号。

## 主要著作
- 《十三世纪的英格兰农村》（Английская деревня в XIII веке），1935年
- 《十三世纪英格兰土地史研究》（Исследования по аграрной истории Англии XIII века），1947年
- 《十三世纪英格兰土地史研究》（Studies in the Agrarian History of England in the XIIIth Century），1956年
- 《中世纪史学史》（第九卷·19世纪中），1963年
- 《英格兰封建主义问题和中世纪史学史》（Проблемы английского феодализма и историографии Средних веков），1963年